# 阿尔比亚
阿尔比亚（Albia）是美国艾奥瓦州门罗县的城市，是门罗县的县城。 2010年人口普查中的人口为3766人。